# Lisseuil
Lisseuil ist eine französische Gemeinde mit 108 Einwohnern (Stand 1. Januar 2022) im Département Puy-de-Dôme in der Region Auvergne-Rhône-Alpes (vor 2016 Auvergne). Sie gehört zum Arrondissement Riom und zum Kanton Saint-Georges-de-Mons (bis 2015 Menat).

## Geographie
Lisseuil liegt etwa 28 Kilometer nordnordwestlich von Riom und etwa 40 Kilometer nordnordwestlich von Clermont-Ferrand. Umgeben wird Lisseuil von den Nachbargemeinden Saint-Rémy-de-Blot im Norden und Nordosten, Blot-l’Église im Süden und Osten sowie Ayat-sur-Sioule im Westen.

## Bevölkerungsentwicklung
| Jahr                       | 1962 | 1968 | 1975 | 1982 | 1990 | 1999 | 2006 | 2013 |
| Einwohner                  | 161  | 146  | 129  | 118  | 97   | 95   | 93   | 92   |
| Quellen: Cassini und INSEE |      |      |      |      |      |      |      |      |

## Sehenswürdigkeiten
- Kirche Sainte-Marie